# Гюсюлю (Лачынский район)
Гюсюлю (азерб. Hüsülü) — село в Малыбейском сельском административно-территориальном округе Лачынского района Азербайджана.

## География села
Сёла Малыбей, Агоглан, Гюсюлю, Зийрик входят в состав Малыбейского сельского административно-территориального округа Лачынского района, при этом село Малыбей является центром этого сельского административно-территориального округа.
Село Гюсюлю расположено к востоку от города Лачин.

## История

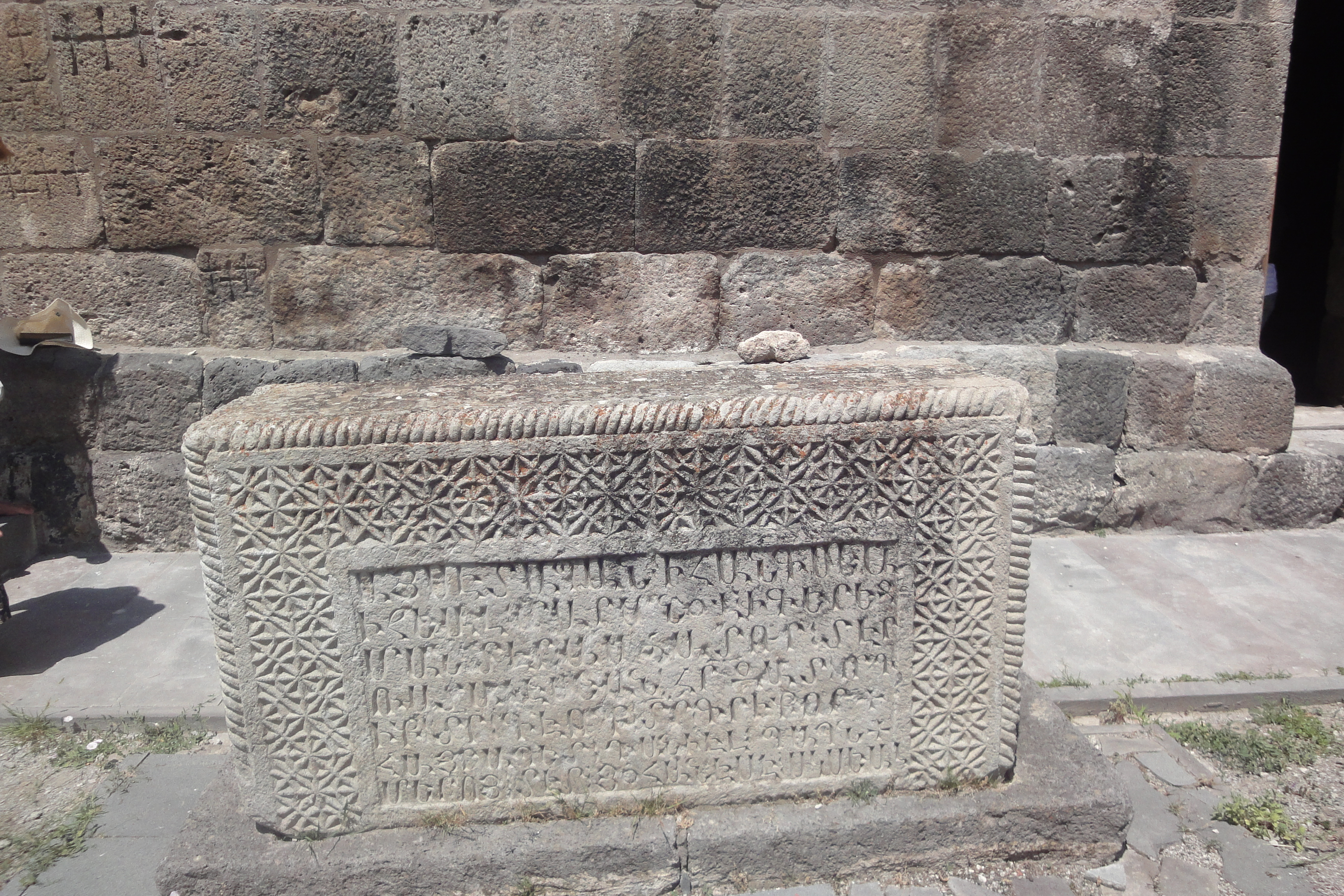
Надгробный камень с армянскими надписями

В средние века село называлось Гочас. По преданию в селе жил армянский мелик Туман, который на одноименной возвышенности Гочас построил армянский монастырь Цицернаванк.  В былые времена армяне со всей округи в дни Преображения и Вознесения Христова стекались в село к монастырю с целью поклонения главной реликвии храма - мизинцу апостола Петра. Помимо монастыря в селе до наших дней сохранилось средневековое армянское кладбище.
В ходе Карабахской войны, в 1992 году село перешло под контроль непризнанной Нагорно-Карабахской Республики. Согласно её административно-территориальному делению входило в  Кашатагский район НКР и именовалось Цицернаванк (арм. Ծիծեռնավանք).
1 декабря 2020 года Лачинский район был возвращён Азербайджану, согласно заявлению глав Армении, Азербайджана и России о прекращении боевых действий в Нагорном Карабахе, опубликованному 10 ноября 2020 года.

## Монастырь Цицернаванк

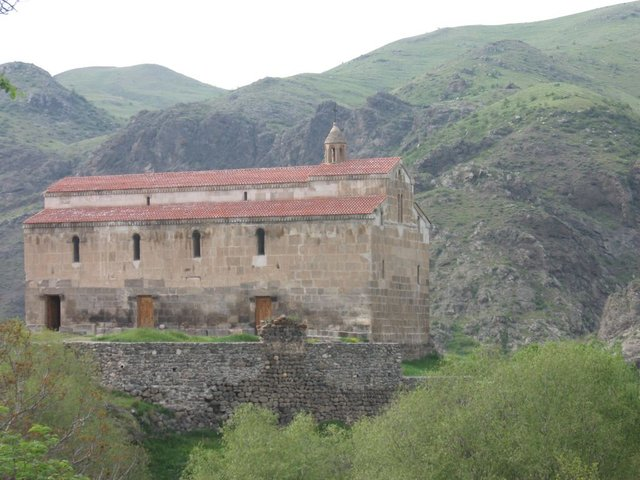
Монастырь Цицернаванк

Датируется IV—VI веками и признан как армянский пример восточного архитектурного типа. Находился в области Ахаечк древнеармянской провинции Сюник. Согласно легенде, монастырь был построен на месте языческого капища. Об этом говорит его название: «цицернак» по-армянски значит «ласточка», а культ ласточки в дохристианской Армении был одним из самых распространённых.
Единственная сохранившаяся церковь Св. Георгия Победоносца, сделанная из чистого тёсаного камня, была открыта после реставрации в 1999—2000 гг. Территория монастыря некогда была обнесена стеной, от которой остались в западной части ворота. С юга примыкает несколько сводчатых помещений, на севере монастыря расположено старинное кладбище.